# A・マルティネス
A・マルティネス（A Martinez, 1948年9月27日 - ）は、アメリカ合衆国出身の俳優である。

## 出演作品

### テレビ
- キャッスル 〜ミステリー作家は事件がお好き
- マイアミ・メディカル
- クリミナル・マインド FBI行動分析課
- CSI:科学捜査班
- 犯罪捜査官ネイビーファイル
- プロファイラー/犯罪心理分析官（ニック・“クープ”クーパー）
- L.A.LAW/7人の弁護士
- マイコン大作戦（ニール・クイン警部補）

### 映画
- チャイルド・プレイ/誕生の秘密
- セカンド・カミング
- メガ・パイソンVSギガント・ゲイター（ディエゴ・オーティス博士）
- ワンス・アポン・ア・ウェディング
- レベッカ/失われた記憶
- ラスト・ライツ
- 強奪/300万ドルの女
- 官能
- 薔薇の銃弾
- 電磁物体Ｘ
- L.A.捜査線/ナイトストーカー ロサンゼルス無差別連続殺人事件
- パウワウ・ハイウェイ
- 愛と名誉のために
- アステカの秘宝
- 改造人間の復讐
- 刑事コロンボ/闘牛士の栄光
- ザ・テイク/わいろ
- SFコンピューターマン
- 11人のカウボーイ
- ジミーとジョルジュ 心の欠片を探して

### オリジナルビデオ
- ターミネーターズ TERMINATORS